# Arme (corps militaire)
Pour les articles homonymes, voir Arme (homonymie).
Une arme est une subdivision spécialisée au sein d’une force armée. Elle regroupe des personnels et des matériels ainsi que des doctrines spécifiques à leurs missions et compétences respectives.
Chaque arme est une entité distincte structurée de manière permanente, par ses effectifs propres, ses écoles de formation, ses traditions et ses avancements. Remplissant un rôle spécifique dans la conduite des opérations militaires suivant leur finalité, ces corps d'armée sont définis par un type de combat (infanterie, artillerie, cavalerie, etc.) ou type de soutien au combat (génie, transmissions, etc.). Le concept d’arme est central dans la structuration et la synergie des armées modernes et la planification de leurs opérations. 
Au cours de l'histoire, l'organisation militaire s'adapte aux progrès des évolutions technologiques et tactiques en concevant et diversifient leurs armes. Elles apparaissent ou transite vers de nouvelles spécifications avec la nécessité de répondre aux exigences d'une organisation inter-armée complexe. Ainsi, le XIXe siècle voit la création d'une branche transmission avec le développement des moyens de communication radio ou encore celle du train avec le développement des réseaux ferroviaires. La première moitié du XXe siècle voit l'arme de la cavalerie transitée vers celle des blindés, l'apparition de l'aviation engendrant l'arme aéronautique et un corolaire l'arme des troupes aéroportées, ou encore plus récemment le domaine spatial et celui de la cybersécurité.

## France

### Armée de terre
Dans l'Armée de terre française, elles sont constituées des armes de mêlée, d'appui et de soutien.

#### Arme de mêlée
L'infanterie est l'ensemble des unités militaires devant combattre à pied, le soldat étant appelé fantassin. Le mot est emprunté de l'italien infanteria, dérivé de infante (enfant) qui prit au XIVe siècle le sens de « jeune soldat, fantassin ». Elle est aussi appelée « la reine des batailles », l'arme du combat rapproché.
L'arme blindée et cavalerie (ABC) : le terme « cavalerie », issu du mot italien cavalliera, désigne les troupes dont les déplacements, les évolutions et le combat s'exécutent à cheval. Par extension, les unités de chars en font partie.  Elle est aussi appelée bazanne. Historiquement, elle est la troisième plus ancienne des armes de combat (après l'infanterie et les chariots de guerre) et la plus mobile.
L'Aviation légère de l'Armée de terre (ALAT) est historiquement issue de l'artillerie dont elle était à l'origine l'Aviation légère d'observation d'artillerie (ALOA). L'ALAT n'est devenue une arme distincte de l'artillerie qu'en 2003.
Les troupes de marine (TDM) sont une composante de l'Armée de terre française qui présente la particularité de regrouper plusieurs spécialités : infanterie, artillerie, cavalerie, génie, transmissions et troupes aéroportées (parachutiste). Leur filiation remonte aux Compagnies ordinaires de la mer créées par le cardinal de Richelieu en 1622. Malgré leur nom, elles font partie intégrante de l’Armée de terre. Les troupes de marine se sont professionnalisées progressivement depuis 1970.
La Légion étrangère n'est pas une arme de l'Armée de terre française mais un corps disposant d'un commandement particulier.

#### Arme d'appui
L'artillerie, en raison de sa complexité, reste longtemps l'arme scientifique par excellence, attirant nombre de « savants ». De plus, elle est le symbole de la puissance car elle nécessite des investissements importants. Sous Louis XIV, elle reçoit la devise d'"Ultima Ratio Regum", le dernier argument des rois. Elle est l'arme déterminante pour beaucoup de grands chefs militaires comme Napoléon Ier (qui était artilleur de métier). Ses évolutions conditionnent fortement la manière de faire la guerre.
Le génie est l'ensemble des techniques d’attaque et de défense des places, des postes, et de construction des infrastructures nécessaires aux armées au combat. Le terme désigne par extension le corps des troupes de cette arme. Une personne du génie, appelé aussi « combat engineer » dans les armées anglo-saxonnes, pionnier ou sapeur, est un militaire spécialiste des techniques du génie militaire et de leur mise en œuvre dans des conditions de combat.

#### Arme de soutien
Les transmissions, dans les armées, « l'arme qui unit les armes », forment l'arme spécialisée dans la mise en œuvre des systèmes d'information et de communication (SIC) militaires.
Le train, est l’arme qui organise et coordonne la logistique, le transport (matériel, munitions ravitaillement) et l’appui au mouvement (notamment la circulation routière). Cette arme a été créée en 1807 par Napoléon Ier sous le nom de train des équipages militaires. Auparavant, ces fonctions étaient assurées par des moyens ou des sociétés privées sous contrat ou réquisitionnées.
Le matériel, est spécialisé dans la maintenance et la réparation de tout matériel. Les unités que regroupe cette arme sont chargées du maintien en condition opérationnelle (MCO) des « matériels de l'armée ».

## Dans le monde

### Armée de terre des États-Unis
L'US Army a les armes (appelées branches) suivantes :
- Infantry
- Adjutant General's Corps : ressources humaines
- Corps of Engineers : corps du génie
- Finance Corps
- Quartermaster Corps : corps de l'intendance
- Air Defense Artillery : artillerie de défense antiaérienne
- Field Artillery : artillerie de campagne
- Armor : arme blindée
- Ordnance Corps : corps du matériel
- Signal Corps : corps des transmissions
- Chemical Corps : corps de la guerre chimique
- Military Police : police militaire
- Transportation Corps : corps du transport
- Civil Affairs : affaires civilo-militaires
- Military Intelligence : renseignement militaire
- Aviation
- Special Forces
- Psychological Operations
- Logistics
- Cyber